# Jurassic 5 (album)
Jurassic 5 è il primo ed eponimo album in studio del gruppo hip hop statunitense Jurassic 5, pubblicato nel 1998.

## Tracce
1. In the Flesh – 4:05
2. Quality Control Part II – 0:39
3. Jayou – 2:58
4. Lesson 6: The Lecture – 5:32
5. Concrete Schoolyard – 5:21
6. Setup – 0:30
7. Action Satisfaction – 3:58
8. Sausage Gut – 0:19
9. Improvise – 3:43
10. Blacktop Beat – 1:25
11. Without a Doubt – 3:00
12. Lesson 6 (Reprise) – 1:39
13. Action Satisfaction (Dub) – 3:55